# Kanton Thionville
Der Kanton Thionville ist seit 2015 ein französischer Wahlkreis im Arrondissement Thionville, im Département Moselle und in der Region Grand Est (bis Ende 2015 Lothringen); sein Hauptort ist Thionville.

## Geschichte
Der Kanton entstand bei der Neueinteilung der französischen Kantone im Jahr 2015. Zu ihm gehören die Gemeinde Terville und die gesamte Stadt Thionville ohne die Exklaven Garche und Kœking.

## Lage
Der Kanton liegt im Norden des Départements Moselle.

## Gemeinden
Der Kanton besteht aus zwei Gemeinden und Gemeindeteilen mit insgesamt 48.963 Einwohnern (Stand: 1. Januar 2022) auf einer Gesamtfläche von 45,94 km²:
| Gemeinde          | Mundart Patois | Deutsch     | Einwohner (2022) | Fläche (km²) | Code postal | Code Insee |
| ----------------- | -------------- | ----------- | ---------------- | ------------ | ----------- | ---------- |
| Terville          | Alschtinge     | Tierwen     | 7.609            | 3,83         | 57180       | 57666      |
| Thionville        |                | Diedenhofen | 41.354           | 42,11        | 57100       | 57672      |
| Kanton Thionville |                | Diedenhofen | 48.963           | 45,94        | -           | -          |

1. ↑  Ohne die Exklaven Garche und Kœking, diese gehören zum Kanton Yutz.

## Politik
Im 1. Wahlgang am 22. März 2015 erreichte keines der sieben Kandidatenpaare die absolute Mehrheit. Bei der Stichwahl am 29. März 2015 gewann das Gespann Pauline Lapointe-Zordan/Olivier Rech (beide UD) gegen Bertrand Mertz/Brigitte Vaisse (beide PS) mit einem Stimmenanteil von 52,04 % (Wahlbeteiligung:43,58 %).
| Vertreter im conseil général des Départements | Vertreter im conseil général des Départements | Vertreter im conseil général des Départements |
| Amtszeit                                      | Name                                          | Partei                                        |
| --------------------------------------------- | --------------------------------------------- | --------------------------------------------- |
| 2015–2021                                     | Pauline Lapointe-Zordan Olivier Rech          | LR LREM                                       |
| 2021–                                         | Pierre Cuny Brigitte Schneider                | DVD                                           |